# Trey Murphy III
Kenneth "Trey" Murphy III (Durham, Carolina del Norte, 18 de junio de 2000) es un jugador de baloncesto estadounidense que pertenece a la plantilla de los New Orleans Pelicans de la NBA. Con 2,03 metros de estatura, juega en la posición de alero.

## Trayectoria deportiva

### Universidad
Jugó dos temporadas con los Owls de la Universidad Rice, en las que promedió 10,9 puntos, 4,0 rebotes y 1,0 asistencias por partido.
El 30 de marzo de 2020, Murphy ingresó al portal de transferencias, y el 14 de abril de 2020 fue transferido a los Cavaliers de la Universidad de Virginia. Allí jugó una temporada más, promediando 11,3 puntos, 3,4 rebotes y 1,2 asistencias por partido.
El 21 de junio de 2021, Murphy se declaró elegible para el draft de la NBA, renunciando a su elegibilidad universitaria restante.

#### Estadísticas
| Año     | Equipo   | PJ | PT | MPP  | %TC  | %3P  | %TL  | RPP | APP | ROB | TPP | PPP  |
| ------- | -------- | -- | -- | ---- | ---- | ---- | ---- | --- | --- | --- | --- | ---- |
| 2018–19 | Rice     | 32 | 2  | 20.6 | .442 | .421 | .725 | 2.6 | .7  | .5  | .5  | 8.4  |
| 2019–20 | Rice     | 29 | 23 | 30.2 | .434 | .368 | .824 | 5.5 | 1.2 | .9  | .6  | 13.7 |
| 2020–21 | Virginia | 25 | 20 | 29.6 | .503 | .433 | .927 | 3.4 | 1.2 | .8  | .4  | 11.3 |
| Total   | Total    | 86 | 45 | 26.4 | .455 | .401 | .819 | 3.8 | 1.0 | .7  | .5  | 11.0 |

### Profesional
Fue elegido en la decimoséptima posición del Draft de la NBA de 2021 por Memphis Grizzlies, pero fue posteriormente traspasado a los New Orleans Pelicans, equipo con el que firmó contrato el 10 de agosto. Debuta en la NBA el 20 de octubre de 2021 ante Philadelphia 76ers anotando 6 puntos.
Durante su segunda temporada en New Orleans, el 12 de marzo de 2023, consigue la mejor anotación de su carrera con 41 puntos (incluyendo 9 triples) ante Portland Trail Blazers. El 25 de marzo anota 32 puntos ante Los Angeles Clippers, anotando 10 triples, para convertirse en el segundo jugador más joven de la historia de la NBA en meter 10 triples en un partido, solo superado en precocidad por Anthony Edwards.
Antes del comienzo de su tercera temporada en New Orleans, en septiembre de 2023, sufre una lesión de menisco que hace que se pierda los 20 primeros encuentros de la temporada. Regresa el 1 de diciembre ante San Antonio Spurs anotando 18 puntos.
En octubre de 2024 acuerda una extensión de contrato con los Pelicans, por cuatro años y $112 millones. El 31 de enero de 2025 anota 40 puntos ante Boston Celtics. El 3 de febrero anota 41 puntos ante Denver Nuggets.

## Estadísticas de su carrera en la NBA

### Temporada regular
| Año     | Equipo      | PJ  | PT  | MPP  | %TC  | %3P  | %TL  | RPP | APP | ROB | TPP | PPP  |
| ------- | ----------- | --- | --- | ---- | ---- | ---- | ---- | --- | --- | --- | --- | ---- |
| 2021-22 | New Orleans | 62  | 1   | 13.9 | .394 | .382 | .882 | 2.4 | .6  | .4  | .1  | 5.4  |
| 2022-23 | New Orleans | 79  | 65  | 31.0 | .484 | .406 | .905 | 3.6 | 1.4 | 1.1 | .5  | 14.5 |
| 2023-24 | New Orleans | 57  | 23  | 29.7 | .443 | .380 | .815 | 4.9 | 2.2 | .9  | .5  | 14.8 |
| 2024-25 | New Orleans | 53  | 51  | 35.0 | .454 | .361 | .887 | 5.1 | 3.5 | 1.1 | .7  | 21.2 |
| Total   | Total       | 251 | 140 | 27.3 | .454 | .383 | .875 | 3.9 | 1.8 | .9  | .5  | 13.7 |

### Playoffs
| Año   | Equipo      | PJ | PT | MPP  | %TC  | %3P  | %TL  | RPP | APP | ROB | TPP | PPP  |
| ----- | ----------- | -- | -- | ---- | ---- | ---- | ---- | --- | --- | --- | --- | ---- |
| 2022  | New Orleans | 6  | 0  | 20.0 | .409 | .474 | .800 | 2.5 | .5  | .5  | .2  | 5.2  |
| 2024  | New Orleans | 4  | 4  | 42.0 | .375 | .333 | —    | 6.5 | 2.3 | 1.3 | 1.5 | 11.5 |
| Total | Total       | 10 | 4  | 28.8 | .386 | .388 | .800 | 4.1 | 1.2 | .8  | .7  | 7.7  |